# Fotbalový stadion Vnorovy
Fotbalový stadion Vnorovy je fotbalový stadion, který se nachází v Česku, Jihomoravském kraji, okrese Hodonín ve slovácké obci Vnorovy. Své domácí zápasy zde hraje fotbalový tým FK Agro Vnorovy. Maximální kapacita stadionu je 1000 stojících a 200 sedících diváků. Stadion je bez umělého osvětlení. Rozměry stadionu jsou 108×75 m. Rozloha činí 8 100 m2. Povrch stadionu je tvořen umělým trávníkem, je zde tribuna. Přístup na stadion je bariérový. Provozovatelem a vlastníkem stadionu je FK Agro Vnorovy.